# 恩厄達爾
恩厄達爾（挪威語：Engerdal）是挪威的一個市镇，位於内陆郡，行政中心为恩厄達爾村。市镇面积为2,197平方公里，人口数量为1,503人（2004年），人口密度为每平方公里0.8人。